# Drapeau de Marseille
Le drapeau de Marseille est blanc à la croix d'azur. Adopté comme pavillon au cours du Moyen Âge, il a la particularité d'être antérieur aux armoiries de la ville et non pas l'inverse.

## Histoire
L'adoption de la croix d'azur comme pavillon de Marseille date de l'époque des Croisades : à cette époque, les ports embarquant des navires vers la Terre sainte arboraient des pavillons chargés d'une croix, symbole d'une place de sûreté. La croix d'azur aurait été choisie pour inspirer confiance aux croisés et les attirer vers le port, ou aurait été accordée en témoignage des services rendus par les habitants aux croisés.
L'emblème est pour la première fois mentionné vers 1254 dans les Statuts de la ville : « de vexillo cum cruce communis Massilie portando in navibus et de alio vexillo ». En 1257, la convention signée entre les Marseillais et Charles d'Anjou, comte de Provence, stipule que « sur terre et sur mer, sur leurs nefs, galères et autres bâtiments, ils continueraient à porter le pavillon de leur commune à la manière accoutumée et que, seulement, le pavillon du seigneur comte serait placé à l'endroit le plus honorable ». Il apparaît sur l'Atlas catalan daté de 1375.
Le pavillon de Marseille a la particularité d'un usage attesté plus ancien que celui du blason, auquel il a vraisemblablement donné naissance plutôt que l'inverse. La plus ancienne représentation des armes date du XIVe siècle ou de la fin du XIIIe siècle, dans le Livre rouge de la ville, où, sur une enluminure figurant le serment du viguier, sont disposées quatre croix d'azur sur fond d'argent. Bien que Marseille fasse partie de la liste des « bonnes villes » établies par le roi, son blason n'arbore pas le « chef d'azur portant trois fleurs de lys d'or » auquel elle avait droit.

## Galerie

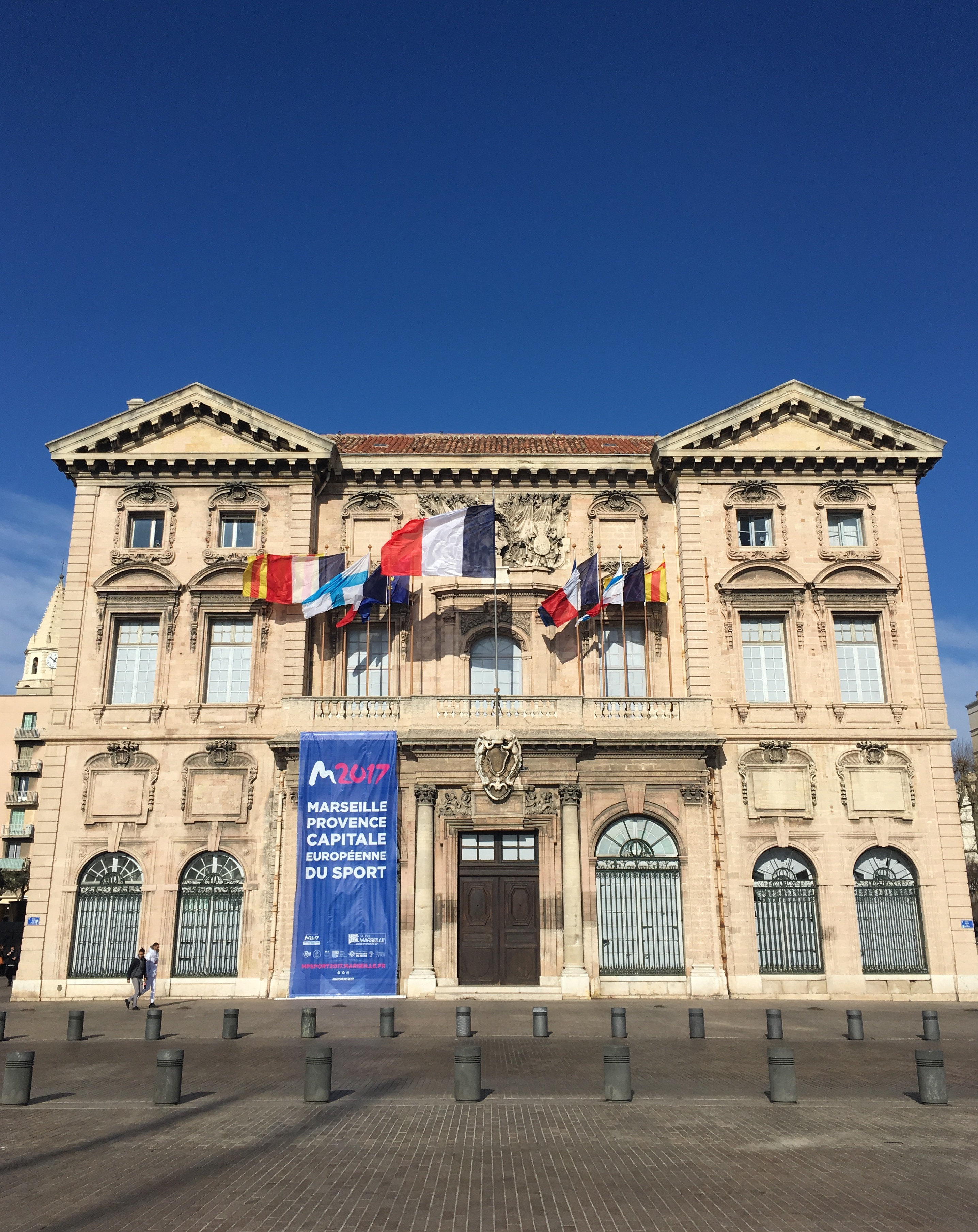
Le drapeau de Marseille, avec les drapeaux français, européen et provençal, sur la façade de l'Hôtel de ville.
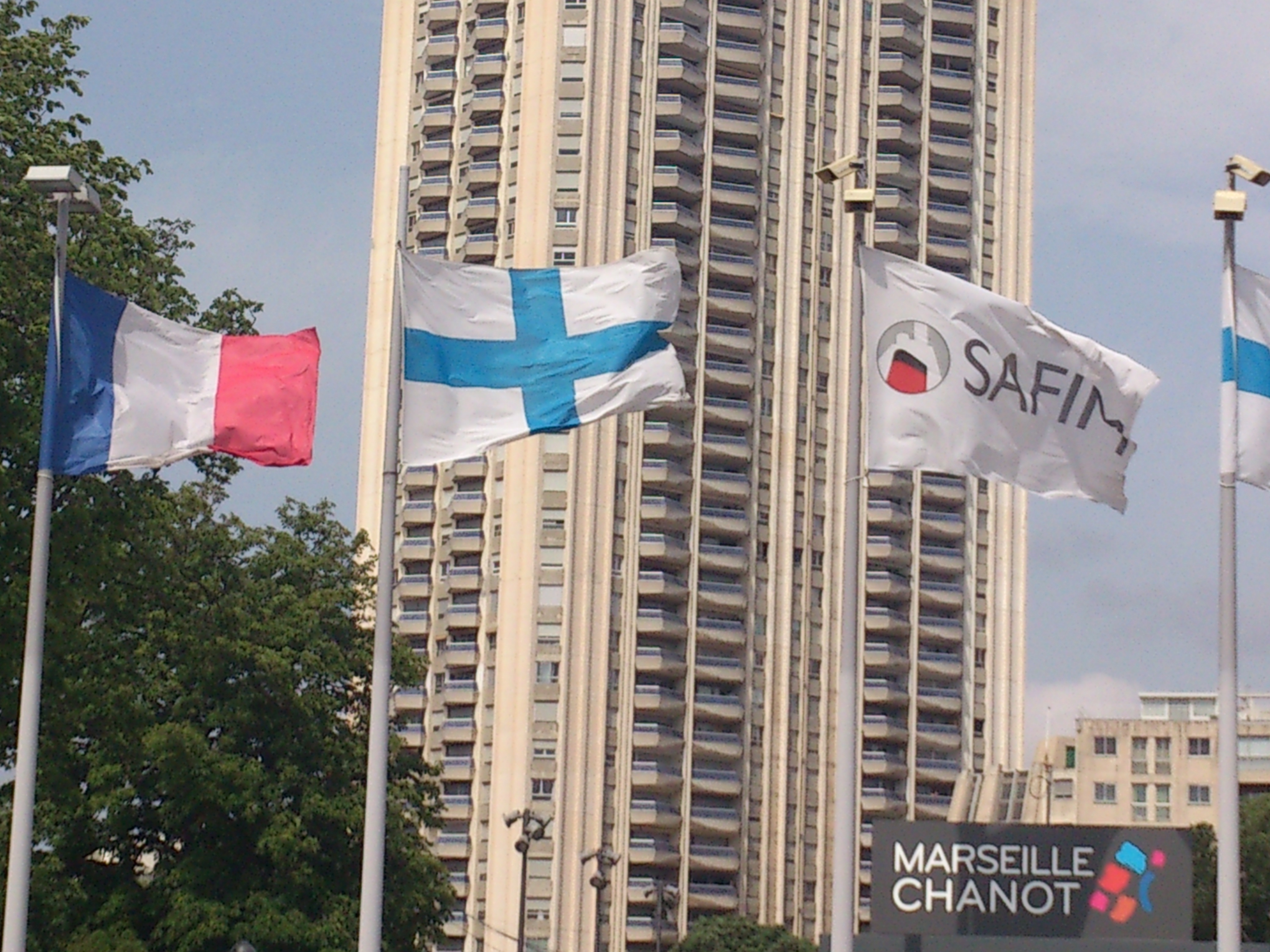
Le drapeau de Marseille au parc Chanot.
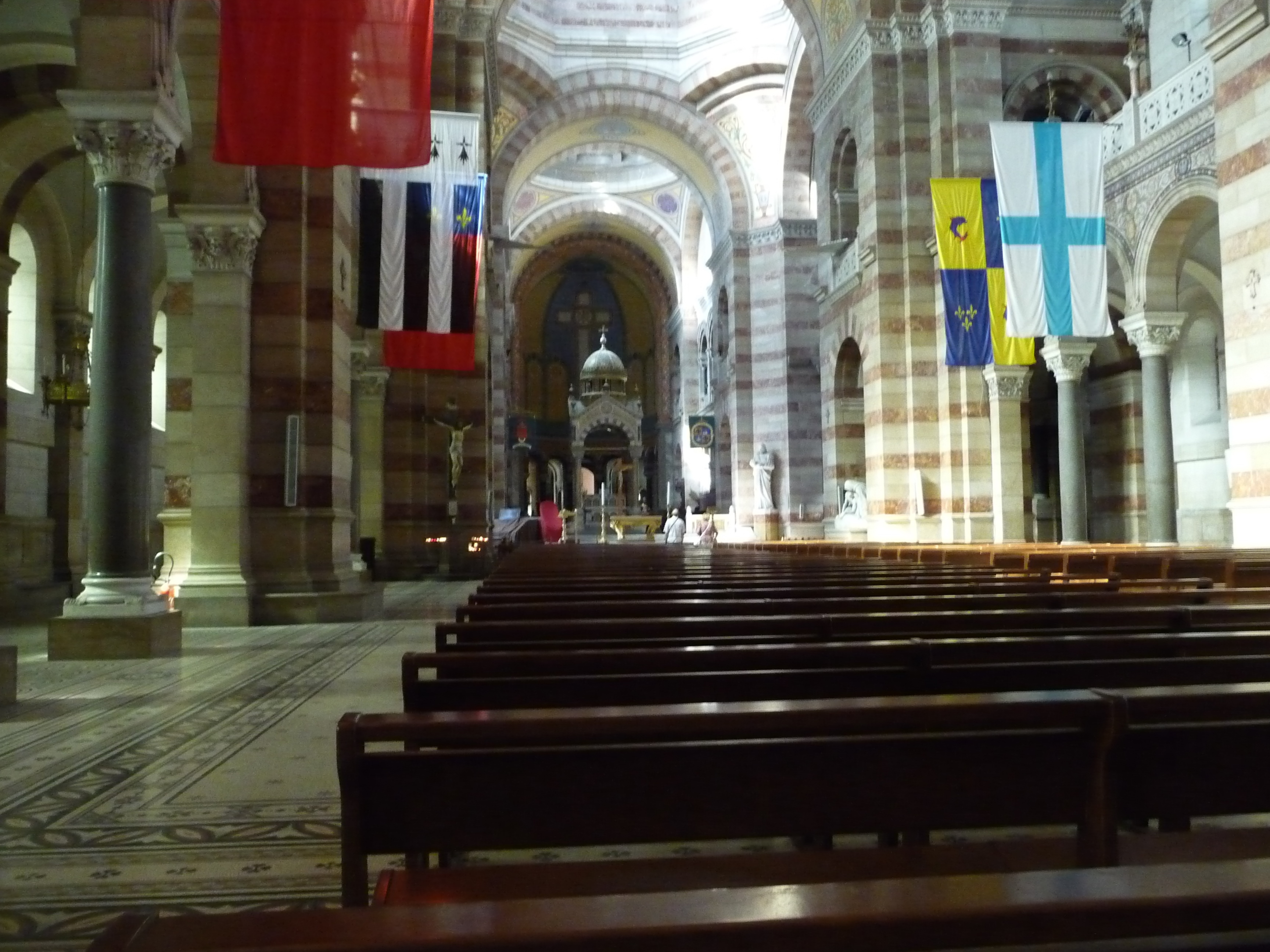
Le drapeau